# Adoleskaria
Adoleskaria – typ metacerkarii (tj. larw przywr wnętrzniaków), których występowanie ograniczone jest wyłącznie do środowiska zewnętrznego.